# Kenneth Waller
Kenneth Waller (Huddersfield, Yorkshire, 5 november 1927 - Londen, 28 januari 2000) was een Engelse acteur, die bekend werd als de oude Mr. Henry Grace in Are You Being Served?. Harold Bennett speelde de 'jonge' Mr. Grace, terwijl Waller 28 jaar jonger was.

## Filmografie
- Room at the Top (1959) - Reggie (niet op aftiteling)
- Z Cars (televisieserie, aflevering Follow My Leader, 1963) - Stanley Collins
- Crossroads (televisieserie) - Mr. Hardgreaves
- A Game of Murder (televisieserie, 1966) - Dr. Hasting
- Z Cars (televisieserie, aflevering The Battleground: Part 2, 1968) - Fred Jones
- Chitty Chitty Bang Bang (1968) - uitvinder
- Softly Softly (televisieserie, aflevering Power of the Press, 1970) - Potter
- Scrooge (1970) - gast op feestje (niet op aftiteling)
- The Love Pill (1971) - Professor Edwards
- Fiddler on the Roof (1971) - rol onbekend (niet op aftiteling)
- The Onedin Line (televisieserie, 2 afleveringen, 1971) - Drayman
- On the Buses (televisieserie, aflevering Boxing Day Social, 1971) - busman
- Z Cars (televisieserie, aflevering Haggar, 1972) - pianist (niet op aftiteling)
- The Liver Birds (televisieserie, aflevering Birds and Bottom Drawers, 1972) - melkman
- Menace (televisieserie, aflevering Tom, 1973) - manager
- Six Days of Justice (televisieserie, aflevering Stranger in Paradise, 1973) - Magistrate
- Dixon of Dock Green (televisieserie, aflevering Sgt. George Dixon, 1972) - bagagedrager
- Dixon of Dock Green (televisieserie, aflevering The Unwanted, 1974) - dealer
- Carry on Behind (1975) - barman
- Doctor on the Go (televisieserie, aflevering What's Op Doc?, 1975) - Mr. Pole
- The Venetian Twins (televisiefilm, 1976) - rol onbekend
- Z Cars (televisieserie, aflevering Rage, 1977) - Wilfred Wilson
- Doctor Who (televisieserie, aflevering The Invisible Enemy: Part 1, 1977)- Hedges
- Target (televisieserie, aflevering Vandraggers, 1977) - warenhuismedewerker
- The Mayor of Casterbridge (miniserie, 1978) - Clerk of court
- The Famous Five (televisieserie, aflevering Five Go to Billycock Hill, 1978) - Enemy Agent
- All Creatures Great and Small (televisieserie, 2 afleveringen, 1980) - Mr. Ronald Beresford
- Are You Being Served? (televisieserie, 8 afleveringen, 1981) - Old Mr. Henry Grace
- Juliet Bravo (televisieserie, aflevering Where There's Muck..., 1982) - Sidney Dorkins
- Fair Ground (televisieserie, 1983) - Mr. Grant
- Minder (televisieserie, aflevering A Number of Old Wives Tales, 1984) - Roland
- Ellis Island (miniserie, 1984) - Shepherd
- Roll Over Beethoven (televisieserie, aflevering 1.4, 1985) - Mr. Beckett
- Bread (televisieserie, aflevering 1.5, 1986) - grootvader
- Big Deal (televisieserie, 11 afleveringen, 1985-1986) - Ferret
- Boon (televisieserie, aflevering Trudy's Grit, 1987) - Mr. Newell
- Never the Twain (televisieserie, aflevering Settled Out of Court, 1988) - Fothergill
- Romuald the Reindeer (1996) - rol onbekend (voice-over)

- International Standard Name Identifier: 0000 0003 7201 4922
- Library of Congress Control Number: no2008037076
- Virtual International Authority File: 31800227
- WorldCat: E39PBJy4fHm7qy4YbYYCBTttKd